# 美濃市立下牧中学校
美濃市立下牧中学校（みのしりつ　しもまきちゅうがっこう）は、かつて岐阜県美濃市に存在した公立中学校。

## 概要
- 旧・武儀郡下牧村の中学校であった。1966年、上牧中学校と統合し、美濃第二中学校[注釈 1]の新設により廃校。

## 沿革
- 1947年（昭和22年）4月 - 武儀郡下牧村に下牧村立下牧中学校として開校。
- 1954年（昭和29年）4月1日 - 美濃町、洲原村、下牧村、上牧村、大矢田村、藍見村、中有知村が合併し、美濃市が発足。同時に美濃市立下牧中学校に改称する。
- 1965年（昭和40年）12月 - 火災により校舎に損害を受ける。
- 1966年（昭和41年）
- 1月 - 上牧中学校と下牧中学校の統合が決まる。
- 3月 - 統合により廃校。美濃第二中学校下牧教室となる。
- 1967年（昭和42年） - 美濃第二中学校が美濃北中学校に改称する。同時に美濃北中学校下牧教室となる。
- 1968年（昭和43年） - 美濃北中学校下牧教室を廃止。